# 台灣區照明燈具輸出業同業公會
台灣區照明燈具輸出業同業公會(Taiwan Lighting Fixture Export Association)，簡稱照明公會或TLFEA，現有會員企業共850家。近年因應LED科技引入照明產業，會員數大幅成長遍布於LED上、中、下游產業鏈。目前會址設於新北市三重區湯城園區內。

## 公會歷史
西元1989年3月23日，台灣區照明燈具輸出業同業公會業於台北正式成立，邀請台灣各地從事照明燈具及零配件等廠商加入，當時會員數僅70餘家，2005年後因LED科技引入照明技術，結合LED元件、封裝、測試等業者加入，會員數大幅成長，來到850家。

## 基本組織
會員大會係台灣照明公會最高層級組織，依照政府規定於每年集會一次。主掌會務之理事會、與監察工作之監事會置於會員大會下運作，採三年一屆制度。理事會產生方式係由會員代表大會選出之二十七名理事所組成，再由其中推選九人為常務理事，再就常務理事中推選一人為理事長，現任(第十二屆)理事長為亨圃企業股份有限公司董事長康文杰先生。當屆理事長從常務理事中遴選副理事長若干人，現任副理事長分別為董顯元先生(東亞岱亞公司代表)、郭瑞富先生(美的庭園照明設備公司代表)、林佩儀女士(鈺璽光電科技公司代表)。
監事會產生方式係由會員代表大會選出之九名監事所組成，再由其中推選三人為常務監事，常務監事互推一人為監事會召集人，現任(第十二屆)監事會召集人為喜光公司總經理李文波。
秘書處由秘書長承理事長之命綜理會務，下設行政組、業務組、財務組等專職會務人員五人，現任秘書長為陳宗麟先生。

## 歷任理事長
第一屆理事長：王太平先生(1989年3月~1992年3月)
第二屆理事長：林正倫先生(1992年3月~1995年3月)
第三屆理事長：陳寶欽先生(1995年3月~1998年3月)
第四屆理事長：詹年博先生(1998年3月~2001年3月)
第五屆理事長：洪皓成先生(2001年3月~2004年3月)
第六屆理事長：陳金錫先生(2004年3月~2007年3月)
第七屆理事長：吳照麟先生(2007年3月~2010年3月)
第八屆理事長：張孔誠先生(2010年3月~2013年4月)
第九屆理事長：林慶源先生(2013年4月12日~2016年4月29日)
第十屆理事長：黃明智先生(2016年4月29日~2019年5月3日)
第十一屆理事長：馮松陽先生(2019年5月3日~2022年9月16日)
第十二屆理事長：康文杰先生(2022年9月16日~2025年3月28日)
第十三屆理事長：李世宗先生(2025年3月28日~至今)

## 委員會
- 會務與產業發展委員會(主委：張吉順常務理事)

```
北區聯誼會(會長：倪志誠先生)
中區聯誼會(會長：李文欽理事)
南區聯誼會(會長：陳俊廷監事)
```

- 照明技術委員會(主委：曾煥賜常務理事)

- 展務暨國際事務委員會(主委：林佩儀副理事長)

- 資訊傳播委員會(主委：林原理事)

- 教育訓練委員會(主委：翁慶典理事)

- 鐙烜獎委員會(主委：董顯元副理事長)

- 照明更新聯誼會(會長：王耀毅理事)

- 照明新世代聯誼會(會長：張智鴻先生)

- 兩岸照明聯誼會(總會長：許添丁副理事長)

## 兩岸與國際合作
中國照明學會(1994年)
國際照明協會(2010年)，
ZHAGA組織(2013年)
波蘭照明燈具協會(2013年)
土耳其照明協會(2013年)
日本照明工業會(2014年)

## 展覽活動
台灣國際照明科技展 

日本國際照明/LED技術暨應用大展
東京綜合照明展覽會(單數年)/東京LED燈飾專業展(雙數年)
法蘭克福燈光照明暨建築物自動化展(兩年一屆
廣州國際照明展覽會
印度國際燈飾展(兩年一屆)
土耳其國際照明/LED技術暨應用大展
台北國際電子產業科技展
香港國際燈飾展
中東國際燈飾/LED照明/技術及應用大展
莫斯科國際燈展
台北國際建築建材暨產品展

## 外部連結
- 台灣區照明燈具輸出業同業公會官方網站 （页面存档备份，存于）（英文）（中文）
- 台灣區照明燈具輸出業同業公會電子報 （页面存档备份，存于）（中文）